# Зеленов, Михаил Владимирович
Михаи́л Влади́мирович Зелено́в (род. 10 января 1964, Горький, СССР) — российский историк, архивист, археограф. Доктор исторических наук, главный специалист Российского государственного архива социально-политической истории (РГАСПИ). Специалист в области археографии и политической истории России XX века. Автор свыше 250 научных и учебно-методических трудов, монографий и сборников документов (по состоянию на 31.12.2019). Председатель Нижегородского областного отделения Российского общества историков-архивистов (с 2002), член Центрального совета РОИА. Главный редактор журнала «Открытый текст».

## Биография
Михаил Владимирович Зеленов родился 10 января 1964 года в городе Горький (РСФСР, СССР) в семье преподавателей, кандидатов экономических наук.
В 1986 году окончил Горьковский государственный университет имени Н. И. Лобачевского, историко-филологический факультет.
С 1986 года — учитель истории в восьмилетней школе, преподаватель Горьковского сельскохозяйственного института.
В 1992 году в Нижегородском государственном университете защитил диссертацию на соискание учёной степени кандидата исторических наук по теме «В. И. Невский — участник и историк Первой русской революции» по специальности 07.00.02 — Отечественная история.
С 1996 года — доцент, с 2001 года — профессор Волго-Вятской академии государственной службы.
В 2000 году в ННГУ защитил диссертацию на соискание учёной степени доктора исторических наук по теме «Политика аппарата ЦК РКП(б) — ВКП(б) в области цензуры исторической науки в 1919—1929 годах» по специальности 07.00.02 — Отечественная история.
С 2011 года —  заведующий кафедрой теории и истории ЛГУ им. А.С.Пушкина.
С 2014 года — главный специалист РГАСПИ (Центр документальных публикаций).
Учёное звание — профессор (2002).

## Сфера научных интересов
Археография, история России, историография, источниковедение, документоведение, социально-политическая история, история общественной мысли и революционного движения в России XIX—XX веков, история культуры, историческая биография.

## Основные труды

### Монографии
- Зеленов М. В. Большевистская партия, советское государство и историческая наука в России в 20—30-е годы. Часть 1. Влияние процесса политизации науки на творчество В. И. Невского. — Нижний Новгород: ВВАГС, 1996. – 159 с.
- Зеленов М. В. В. И. Невский — историк 1905 года. — Нижний Новгород: ВВАГС, 1996. — 206 с.
- Зеленов М. В. Политическая биография В. И. Невского. Часть 1. 1876-1917. — Нижний Новгород: ВВАГС, 1996. – 68 с.
- Зеленов М. В. Аппарат ЦК РКП(б) — ВКП(б), цензура и историческая наука в 1920-е годы. — Нижний Новгород: «Нижполиграф», 2000. – 540 с.
  - Рец. на монографию: Динерштейн Е. Зеленов М. В. Аппарат ЦК РКП(б)-ВКП(б), цензура и историческая наука в 1920-е годы. Нижний Новгород, 2000 // Новое литературное обозрение. 2000. № 49. С. 501–504.
  - Рец. на монографию: Martin Dewhirst. M. V. Zelenov, Apparat TsK RKP(b)-VKP(b), tsenzura i istoricheskaia nauka v 1920- gody: monografiia // Solanus. International Journal for Russian & East European Bibliographic, Library & Publishing Studies. New Series. Vol. 16, London, 2002.
  - Рец. на монографию: George M. Enteen. Rewriting History in Soviet Russia: The Politics of Revisionist Historiography, 1956-1974 by Roger D. Mark wick; Istoriki Rossii: Kto est' kto v izucheni otechestvennoi istorii: Bibliograficheskii slovar' by A. A. Chernobaev; Apparat TsK RKP(1 VKP(b): Tsenzura i istoricheskaia nauka v 1920-e gody by M. V. Zelenov // Slavic Review. Vol. 61, No. 2 (Summer, 2002). Pp. 357–363.
  - Рец. на монографию: Василевский А., Крючков П. Периодика // Новый мир. 2003. № 3.

### Сборники документов
- И. В. Сталин. Историческая идеология в СССР в 1920—1950-е годы: Переписка с историками, статьи и заметки по истории, стенограммы выступлений. Сборник документов и материалов. Часть 1. 1920—1930-е годы / Сост. М. В. Зеленов. — СПб.: «Наука-Питер», 2006. — 496 с. — ISBN 5-98919-015-8
- «Краткий курс истории ВКП (б)». Текст и его история: В 2 ч. Ч. 1: История текста «Краткого курса истории ВКП (б)». 1931—1956 / Сост. М. В. Зеленов, Д. Бранденбергер / Под ред. М. П. Ирошникова. — М.: Политическая энциклопедия, 2014. — 791 с. — ISBN 978-5-8243-1935-4
  - Рец. на кн.: Серебрянская Г. В., Зубков А. А., Крылова А. В. Системный характер решения источниковедческих, археографических, историографических проблем (размышления о книге «“Краткий курс истории ВКП(б)”: текст и его история») // Новейшая история России. 2017. № 3. 223—232.
- «История Гражданской войны в СССР» (1935): история текста и текст истории / Авт.-сост. М. В. Зеленов, Д. Бранденбергер. — М.: Научно-политическая книга; Политическая энциклопедия, 2017. – 606 с.
- Россия и Финляндия: от противостояния к миру. 1917—1920: сб. док. / Сост. М. В. Зеленов. — М.: Политическая энциклопедия, 2017. – 502 с. – ISBN 978-5-8243-2204-0
  - [Рец. на кн.:] Голдин Владислав. Рец. на кн.: Россия и Финляндия: от противостояния к миру. 1917—1920: сб. док. / Отв. сост. М. В. Зеленов ; сост. Н. А. Лысенков и др. — М.: Научно-политическая книга; Политическая энциклопедия, 2017. — 502 с. // Отечественная история. 2018. № 6. С. 208–211.
  - Рец. на кн.: Смолин А. В. Независимость, рожденная в противостоянии [Рец. на: Россия и Финляндия: от противостояния к миру. 1917—1920: сб. док.] // Труды кафедры истории нового и новейшего времени. 2018. № 18-1. С. 219—227.
  - Рец. на кн.: Дунаева Ю. В. Россия и Финляндия: от противостояния к миру. 1917–1920: Сб. док. / Отв. сост. Зеленов М. В.; сост. Лысенков Н. А. и др. – М.: Научно-политическая книга: Политическая энциклопедия, 2017. – 502 с. // Социальные и гуманитарные науки. Отечественная и зарубежная литература. Сер. 5, История: Реферативный журнал. 2019. С. 140–144.
- Stalin's Master Narrative: A Critical Edition of the History of the Communist Party of the Soviet Union (Bolsheviks), Short Course (Annals of Communism Series) / David Brandenberger (Editor), Mikhail V. Zelenov (Editor). — New Haven and London: Yale University Press, 2019. – 744 p.
  - Рец. на кн.: Clayton Black T. Brandenberger, David, and Mikhail Zelenov, eds. Stalin's Master Narrative: A Critical Edition of the History of the Communist Party of the Soviet Union (Bolsheviks), Short Course. Annals of Communism. — New Haven: Yale University Press, 2019. – 746 pp. ISBN 978‐0‐300‐15536‐5 // The Russian Review. 2019. Vol. 78. Issue 4. P. 678–679.

### Энциклопедические издания
- Зеленов М. В. – автор ряда статей в справочно-энциклопедическом издании: Чернобаев А. А. (авт.-сост). Историки России XX века: Биобиблиографический словарь. В 2 тт. Т. 1, Т. 2 / Под ред. В. А. Динеса. — Саратов: Саратовский гос. соц.-экон. ун-т, 2005.

### Избранные статьи
По историографии, источниковедению и археографии
- Зеленов М. В. Концепция, рожденная в борьбе (Историко-партийное творчество В. И. Невского) // Вопросы истории КПСС. 1991. № 8. С. 121—135.
- Зеленов М. В. Источники по изучению диссидентства // Историческая наука и архивы. Тезисы докладов на научно-практической конференции, 19—20 октября 1993 г. – Нижний Новгород: Изд. ВВКЦ, 1993. С. 190—193.
- Зеленов М. В. В. И. Невский и «Академическое дело» // Исторический архив. 1995. № 3. С. 202—204.
- Зеленов М. В. Владимир Иванович Невский // Историческая наука России в XX веке. — М.: Скрипторий, 1997. С. 369—394.
- Зеленов М. В. Источниковедческие проблемы истории текста «Краткого курса истории ВКП(б)» // Вестник Ленинградского государственного университета имени А. С. Пушкина. 2013. Т. 4. № 1. С. 24—33.
- Зеленов М. В. Документ: от термина к понятию Архивная копия от 6 февраля 2020 на Wayback Machine // Ленинградский юридический журнал. 2014. №1. С. 44—64.
- Зеленов М. В., Пивоваров Н. Ю. Археографические и источниковедческие проблемы делопроизводства ЦК РКП(б). 1919–1924 гг. // Проблемы сохранения отечественной духовной культуры в памятниках письменности XVI–XXI вв. / Отв. ред. А. Х. Элерт; Рос. акад. наук, Сиб. отд-ние, Ин-т истории. — Новосибирск: 2017. С 356—362.
- Зеленов М. В., Ирошников М. П., Бранденбергер Д., Пивоваров Н. Ю. Некоторые теоретические проблемы изучения истории гражданской войны и варианты их решения в 1930—1935 гг. // Новейшая история России. 2018. Т. 8. № 2. С. 487—506.
- Зеленов М. В. «Следовало бы быстрее опубликовать все эти письма, как ввиду их огромной ценности…»: Д. Б. Рязанов и публикация Маркса. 1931 год // Россия XXI. 2018. № 2. С. 162—179.

О Сталине
- Зеленов М. В. Работа И. В. Сталина. «О статье Энгельса "Внешняя политика русского царизма"» и идеологическая подготовка к мировой войне // Вопросы истории. 2002. № 7. С. 3—40.
- Зеленов М. В. И. В. Сталин в работе над «Кратким курсом истории ВКП(б)» // Вопросы истории. 2002. № 11. С. 3—29, № 12. С. 3—27.
- Zelenov M. V., Brandenberger D. Stalin’s Answer to the National Question: A Case Study on the Editing of the 1938 Short Course // Slavic Review. 73, No. 4 (Winter 2014). pp. 859–880.

По истории цензуры
- Зеленов М. В. Главлит и историческая наука 20—30-х годов // Вопросы истории. 1997. № 3. С. 21—36.
- Zelenov M. V. A selected bibliography of recent works on Russian and Soviet censorship / Mikhail Zelenov, Martin Dewhirst // Solanus. International Journal for Russian & East European Bibliographic, Library & Publishing Studies. New Series. Vol. 11. — London: 1997. pp. 90–98.
- Зеленов М. В. К истории первоначального этапа становления спецхрана в главной библиотеке Советской России (1920—30-е годы) // Solanus. International Journal for Russian & East European Bibliographic, Library & Publishing Studies. New Series. Vol. 12. — London, 1998. P. 57—76.
- Zelenov M. V. The Library Purges of 1932—1937 in Soviet Russia // Solanus. International Journal for Russian & East European Bibliographic, Library & Publishing Studies. New Series. Vol.14. — London: 2000. P. 42—57.
- Зеленов М. В. Спецхран и историческая наука в СССР в 1920—30-е годы // Отечественная история. 2000. № 2. С. 129—141.
- Zelenov M. V. «To Prohibit in Accordance with Due Procedure…»: The Censorship Policy of Narkompros RSFSR, 1926 // Solanus. International Journal for Russian & East European Bibliographic, Library & Publishing Studies. New Series. Vol. 21. 2007. P. 49—75.
- Зеленов М. В. Главлит среди органов власти и управления в 1922-1941 гг. Анализ сохранности документов. // Архивы и история Российской государственности: Вып. 2 / Отв. ред. А. Р. Соколов, А. Ю. Дворниченко. – СПб.: 2011. С. 163—171.
- Зеленов М. В. Военная и государственная тайна в РСФСР и СССР 1917—1991 гг. и их правовое обеспечение Архивная копия от 6 февраля 2020 на Wayback Machine // Ленинградский юридический журнал. 2012. № 1. С. 143—159.
- Зеленов М. В. Цензура: подходы к определению понятия Архивная копия от 6 февраля 2020 на Wayback Machine // Ленинградский юридический журнал. 2013. № 1. С. 94—103.
- Зеленов М. В. Эволюция правового положения Главлита, его структуры и штатов (1922—1967) // Цензура в России: история и современность. Сборник научных трудов. Вып. 6. — СПб.: 2013. С. 463—514.
- Зеленов М. В. Советский цензор (термин, должность, профессия) // Цензура в России: история и современность. Сборник научных трудов. Вып. 6. — СПб.: 2013. С. 305—327.
- Зеленов М. В., Пивоваров Н. Ю. Руководители Главлита (1922—1991 гг.). Материалы к биобиблиографии // Цензура в России. Сб. науч. трудов. Вып. 7. — СПб.: 2015. С. 411—465.
- Зеленов М. В. Главлит в системе органов власти и управления: цензура после Сталина. 1953-1966. // После Сталина. Реформы 1950-х годов в контексте советской и постсоветской истории: Материалы VIII международной научной конференции. — Екатеринбург: 15—17 октября 2015 г. — М.: Политическая энциклопедия; Президентский центр Б. Н. Ельцина, 2016. С. 140—154.

По истории аппарата ЦК РКП(б)
- Зеленов М. В. Рождение партийной номенклатуры // Вопросы истории. 2005. № 2. С. 3—24, № 3. С. 3—16.
- Зеленов М. В. Становление аппарата ЦК и институт секретаря ЦК РСДРП(б)–РКП(б) в 1917–1922 гг. // Учёные записки. Т. 6. – Нижний Новгород: Изд. Волго-Вятской академии государственной службы, 2007. С. 78—86.
- Зеленов М. В. Аппарат ЦК ВКП (б) – КПСС в 1939—1948 гг.: общая характеристика //Актуальные проблемы отечественной истории и современной модернизации России: [сборник статей памяти профессора В. Б. Макарова] / [Отв. ред. А. А. Халин]. – Нижний Новгород: Изд. Волго- Вятской академии государственной службы, 2010. С. 79—93.
- Зеленов М. В. Формирование внешней политики СССР в аппарате ЦК ВКП (б) – КПСС: источники, историография участия СССР в локальных вооруженных конфликтах 1945—1952 гг. и доступность документов // Исторический и правовой аспекты участия СССР и Российской Федерации в локальных конфликтах во второй половине XX – начале XXI веков. Материалы III Межрегиональной научно-практической конференции. — СПб.: 2012. С. 27—41.
- Зеленов М. В. Роль А. А. Жданова в реформе руководящих органов ЦК ВКП (б) и их аппарата в 1946 г.: новые источники // Советское государство и общество в период позднего сталинизма. 1945—1953 гг. Материалы VII международной научной конференции. Тверь, 4—6 декабря 2014 г. — М.: РОССПЭН, 2015. С. 194—206.
- Зеленов М. В.. Ирошников М. П., Чернобаев А. А. Тетрадь регистрации приема посетителей А. А. Ждановым в г. Москве с 19.VII.44 г. по 29.XI.46 г. // Исторический архив. 2016. № 1. С. 52—77, № 2. С. 56—85.
- Зеленов М. В., Чернобаев А. А., Пивоваров Н. Ю. И. В. Сталин и «конструирование» партийной власти. Июль 1922 — февраль 1923 // Исторический архив. 2017. № 2. С. 134—165.
- Зеленов М. В., Пивоваров Н. Ю. Политика войны и мира в решениях ЦК РКП(б): Механизм принятия решений в марте 1918 — марте 1921 г. // Россия в годы Гражданской войны, 1917—1922 гг.: власть и общество по обе стороны фронта: материалы Междунар. науч. конф. (Москва, 1-3 октября 2018 г.) / Отв. ред. Ю. А. Петров. – М.: [ГЦМСИР], 2018. С. 423—425.

### Рецензии
- Зеленов М. В., Масловский М. В. [Рец. на кн.:] Р. Ф. Бернс. В. О. Ключевский. Историк России // Отечественная история. 1999. № 1. С. 165—168.
- Зеленов М. В., Масловский М. В. [Рец. на кн.:] Историография имперской России: Профессия историка и написание истории в многонациональном государстве / Под ред. Томаса Сандерса. — Нью-Йорк-Лондон: 1999 // Отечественная история. 2001. № 4. С. 204—207.
- Зеленов М. В., Макаров В. Б. [Рец. на кн.:] Дж. Хоскинг. Россия: народ и империя. Смоленск. 2000 // Отечественная история. 2002. № 2. С. 169—172.
- Зеленов М. В., Масловский М. В. [Рец на кн.:] Время мира. Альманах. Вып. 1. Историческая макросоциология в XX веке / Под ред. М. С. Розова. — Новосибирск: 2000 // Социологический журнал. 2002. № 1. С. 174—178.
- Зеленов М. В., Пивоваров Н. Ю. [Рец. на кн.:] Леонид Брежнев. Рабочие и дневниковые записи. В 3 т. Т. 1: Леонид Брежнев. Рабочие и дневниковые записи. 1964—1982 гг. 1264 с.; Т. 2: Записи секретарей приёмной Л. И. Брежнева. 1965—1982 гг. — 1232 с.; Т. 3: Леонид Брежнев. Рабочие и дневниковые записи. 1944—1964 гг. — 1072 с. — М.: Историческая литература, 2016 // Российская история. 2019. № 2. С. 196—205.
- Зеленов М. В. [Рец. на кн.:] Большая цензура: Писатели и журналисты в Стране Советов. 1917—1956 // Неприкосновенный запас. 2007. № 5 (55).

### Научное редактирование
- История книги и цензуры: материалы Международной научной конференции, посвященной памяти Арлена Викторовича Блюма (30.03.1933—04.06.2011), 29—30 мая 2012 г. / [Редкол.: М. В. Зеленов (науч. ред.), В. В. Мамонов]. — СПб.: Ленинградский государственный университет, 2013. — 271 с.
- История книги и цензуры в России: Материалы международной научной конференции Вторые Блюмовские чтения, посвященной памяти Арлена Викторовича Блюма (30.03.1933—04.06.2011), 21—22 мая 2013 г / [редкол.: М. В. Зеленов (науч. ред.), В. В. Мамонов]. — СПб.: Ленинградский государственный университет, 2014. — 239 с.
- История книги и цензуры в России : материалы III международной научной конференции третьи Блюмовские чтения, посвященной памяти Арлена Викторовича Блюма, 27-28 мая 2014 г / [Ред. кол.: М. В. Зеленов (науч. ред.), В. В. Мамонов]. — СПб.: Ленинградский государственный университет, 2015. — 367 с.
- История книги и цензуры в России : материалы IV Международной научной конференции Четвертые Блюмовские чтения, посвященной памяти Арлена Викторовича Блюма, 2 июня 2015 года / Нижегородское областное отделение Общероссийской общественной организации "Российское общество историков-архивистов" ; [Ред. кол.: М. В. Зеленов (науч. ред.), П. В. Батулин]. — Нижний Новгород: Кварц, 2018. — 351 с.
- История книги и цензуры в России. Пятые Блюмовские чтения. Материалы V Международной научной конференции, посвященной памяти А.В.Блюма. 21 мая 2018 года, Санкт-Петербург. — СПб.: «Культурно-просветительское сообщество». 2019. — 314 с.
- Михаил Павлович Ирошников. Материалы к библиографии 1957-2018 гг. / Под научн. ред. М. В.Зеленова. — СПб: «Культурно-просветительское товарищество». – 2019. – 80 с.

### Методические пособия
- Правовая экспертиза нормативных правовых актов : хрестоматия / Сост. М. В. Зеленов. — СПб.: ЛГУ, 2013. — 83 с.
- Подготовка нормативных правовых актов в Российской Федерации : хрестоматия / Сост. М. В. Зеленов. — СПб.: ЛГУ, 2013. — 251 с.
- Зеленов М. В. Государство и право США в XIX в. Гражданская война и реконструкция Юга: учебное пособие. — Нижний Новгород: Изд-во Волго-Вятской академии государственной службы, 2007. — 55 с.
- Зеленов М. В. История государства и права США и Германии в первой половине XX в. (1918—1939 годы) : учебное пособие. — Нижний Новгород : Изд. ВВАГС, 2003. — 79 с.

## Членство в научных и диссертационных советах
- Член Диссертационного совета ДМ 212.162.06 (Нижегородский архитектурно-строительный университет) (2008—2012)
- Член научного совета РГАСПИ (с 2014)[1]

## Членство в научно-общественных организациях, редакционных коллегиях научных журналов
- Председатель Правления нижегородского областного отделения Российского общества историков-архивистов (с 2002)
- Член Центрального Совета РОИА (с 2002)[3]
- Член редколлегии журнала «Новейшая история России» (с 2017)[9]
- Главный редактор журнала «Открытый текст» (c 2004)[4]

## Избранные интервью
- Нижегородское областное отделение РОИА: реализованы проекты «Семейные архивы и семейная память» и «Открытый текст» // Вестник архивиста. 2010. № 3. С. 95—105.
- Stalin’s catechism: interview with historians David Brandenberger and Mikhail Zelenov about ‘Stalin’s master narrative’ // Новейшая история России. 2019. Т. 9. № 3. С. 784—797.

## Награды
- Почётный знак Российского общества историков-архивистов (2004)